# 2-Acetil-1-pirrolin
A 2-acetil-1-pirrolin (rövidítve 2AP) a fehér kenyér, a jázmin és basmati rizs, a pandan nevű fűszer és a kenyérvirág (Vallaris glabra)) aromáját adó egyik anyag. A Maillard-reakció során keletkezik élelmiszer hevítése (pl. a fehér kenyér sütése) közben.
|  |  |

## Fordítás
Ez a szócikk részben vagy egészben  a(z)   2-Acetyl-1-pyrroline című angol Wikipédia-szócikk fordításán alapul.  Az eredeti cikk szerkesztőit annak laptörténete sorolja fel. Ez a jelzés csupán a megfogalmazás eredetét és a szerzői jogokat jelzi, nem szolgál a cikkben szereplő információk forrásmegjelöléseként.
Ez a szócikk részben vagy egészben  a   Pandanus amaryllifolius című angol Wikipédia-szócikk fordításán alapul.  Az eredeti cikk szerkesztőit annak laptörténete sorolja fel. Ez a jelzés csupán a megfogalmazás eredetét és a szerzői jogokat jelzi, nem szolgál a cikkben szereplő információk forrásmegjelöléseként.